# Mario David
Jacques Paul Jules Marie "Mario" David, född 9 augusti 1927 i Charleville-Mézières, Grand Est, död 29 april 1996 i Paris, var en fransk skådespelare.

## Roller i urval
- 1955 – Hett om öronen
- 1959 – Bakom dubbla lås
- 1962 – Korpralen
- 1965 – Mannen från Hong-Kong
- 1967 – Den stora semestern
- 1967 – Saken är Oscar
- 1968 – Moralens väktare gifter sig
- 1968 – Pang pang-bruden
- 1969 – Den fantastiske Brain
- 1969 – Une veuve en or
- 1970 – Borsalino
- 1972 – Les Malheurs d'Alfred
- 1973 – Le och låtsas dö
- 1975 – Snuten
- 1977 – Begärets dunkla mål
- 1977 – Har du sett på fan!
- 1978 – Den stora fabriken
- 1978 – Violette – giftmörderskan
- 1979 – Supergendarmen
- 1985 – De flygande djävlarna
- 1986 – La vie dissolue de Gérard Floque
- 1994 – L'Enfer